# اپیدرم
اِپیدرم * یا روپوست (به انگلیسی: Epidermis) به همراه لایه شاخی، لایهٔ بیرونی پوست است که همراه با پوست (درم) تشکیل پوست بدن را می‌دهند. روپوست دارای بافت پوششی سنگفرشی مطبق است. روپوست مرزبندی اصلی در سطح بدن است و آن را در برابر محیط ایمن می‌کند. سلول‌های اصلی روپوست کراتینوسیت‌ها هستند. در انسان، نازک‌ترین لایه روپوست در پلک‌ها (۰/۱ میلی‌متر) و ضخیم‌ترین آن در کف دست‌ها و پاها (۱/۵ میلی‌متر) است. از نظر رویان‌شناسی، روپوست از لایهٔ جنینی برون‌پوست (اکتودرم) منشأ می‌گیرد.

## جدول
| ویژگی           | توضیح                                             | اهمیت بالینی                           |
| --------------- | ------------------------------------------------- | -------------------------------------- |
| ضخامت           | ۰٫۰۵–۱٫۵ میلی‌متر (بسته به ناحیه بدن)              | تعیین مقاومت مکانیکی پوست              |
| زمان بازسازی    | حدود ۲۸–۳۰ روز                                    | تأثیر در ترمیم زخم و پاسخ به درمان     |
| سلول‌های اصلی    | کراتینوسیت‌ها (۹۰٪)، ملانوسیت‌ها، سلول‌های لانگرهانس | هدف بیماری‌های مختلف پوستی              |
| عملکردهای کلیدی | سد محافظتی، سنتز ویتامین D، تنظیم دما             | اختلال در بیماری‌های متابولیک و ایمنی   |
| بیماری‌های شایع  | پسوریازیس، اگزما، سرطان‌های پوستی                  | نیاز به درمان‌های هدفمند و شخصی‌سازی شده |

## روپوست در گیاهان
معمولاً یک‌لایه‌ای از یاخته‌ها می‌باشند که روی برگ‌ها، گل‌ها، ریشه‌ها و شاخه‌های گیاهان را پوشش می‌دهند. این لایه، مرزی میان گیاه و محیط پیرامونی‌اش را پدیدمی‌آورد. روپوست در جلوگیری از هدرروی آب (با استفاده از لایه پوستک روی آن)، داد و ستد گازها، تراوش ماده‌های دگرگشتی و درون‌کشی آب و کانی‌ها (به‌ویژه در ریشه‌ها) نقش دارد.

## لایه‌های اپیدرم
اپیدرم از پنج لایه مجزا تشکیل شده که هر کدام ویژگی‌های منحصر به فردی دارند. این لایه‌ها از عمق به سطح شامل: لایه پایه، لایه خاردار، لایه دانه‌دار، لایه شفاف و لایه شاخی می‌شوند. هر لایه نشان‌دهنده مرحله‌ای متفاوت از تمایز کراتینوسیت‌ها است (Kolarsick et al. , 2011).
لایه پایه (Stratum basale) عمیق‌ترین لایه اپیدرم است که حاوی سلول‌های بنیادی و ملانوسیت‌ها می‌باشد. این لایه مسئول تولید مداوم سلول‌های جدید پوست است. تقسیم سلولی در این لایه هر ۲۸–۳۰ روز یکبار منجر به جایگزینی کامل اپیدرم می‌شود (Blanpain & Fuchs, 2009).
لایه شاخی (Stratum corneum) بیرونی‌ترین لایه اپیدرم است که از سلول‌های مرده پر از کراتین تشکیل شده. این لایه به عنوان اصلی‌ترین سد دفاعی پوست عمل می‌کند. سازمان‌یافتگی خاص لیپیدهای بین سلولی در این لایه، مانع از دست رفتن آب و نفوذ عوامل بیماری‌زا می‌شود (Elias, 2005).

## سلول‌های اپیدرم
کراتینوسیت‌ها حدود ۹۰ درصد سلول‌های اپیدرم را تشکیل می‌دهند. این سلول‌ها در حین حرکت به سمت سطح پوست، دستخوش تغییرات بیوشیمیایی عمیقی می‌شوند. فرایند کراتینیزاسیون منجر به تولید پروتئین‌های محافظتی مانند فیلاگرین و لوریکرین می‌شود (Candi et al. , 2005).
ملانوسیت‌ها سلول‌های تخصص‌یافته‌ای هستند که در لایه پایه قرار دارند و مسئول تولید ملانین می‌باشند. ملانین نه تنها رنگ پوست را تعیین می‌کند، بلکه محافظت در برابر اشعه ماوراء بنفش را نیز بر عهده دارد. هر ملانوسیت می‌تواند با حدود ۳۶ کراتینوسیت در ارتباط باشد (Costin & Hearing, 2007).
سلول‌های لانگرهانس جزء سیستم ایمنی پوست محسوب می‌شوند. این سلول‌های دندریتیک آنتی‌ژن‌ها را پردازش و به گره‌های لنفاوی منتقل می‌کنند. اختلال در عملکرد این سلول‌ها می‌تواند منجر به بیماری‌های خودایمنی پوستی شود (Kaplan et al. , 2005).

## عملکردهای اپیدرم
اپیدرم به عنوان یک سد انتخابی همزمان مانع از دست رفتن آب و جلوگیری از ورود عوامل بیماری‌زا می‌شود. ترکیب منحصر به فرد لیپیدهای بین سلولی و پروتئین‌های محافظتی این عملکرد دوگانه را ممکن می‌سازد. اختلال در این سد می‌تواند منجر به بیماری‌هایی مانند درماتیت آتوپیک شود (Elias & Choi, 2005).
تنظیم دمای بدن از طریق تعریق و تغییر در جریان خون پوست از دیگر وظایف اپیدرم است. غدد عرق اکرین که در سراسر پوست پراکنده‌اند، با تولید عرق به خنک‌کردن بدن کمک می‌کنند. این فرایند توسط سیستم عصبی خودمختار کنترل می‌شود (Shibasaki et al. , 2006).
اپیدرم در سنتز ویتامین D نقش کلیدی دارد. تابش اشعه UVB به ۷-دهیدروکلسترول موجود در اپیدرم منجر به تولید ویتامین D3 می‌شود. این فرایند برای سلامت استخوان‌ها و سیستم ایمنی ضروری است (Holick, 2004).

## بیماری‌های اپیدرم
پسوریازیس یکی از شایع‌ترین بیماری‌های التهابی اپیدرم است که با تکثیر بیش از حد کراتینوسیت‌ها مشخص می‌شود. این بیماری ناشی از اختلال در سیستم ایمنی و تمایز غیرطبیعی سلول‌های اپیدرمی است. درمان‌های جدید با هدف تعدیل پاسخ ایمنی توسعه یافته‌اند (Lowes et al. , 2007).
اگزما یا درماتیت آتوپیک ناشی از اختلال در عملکرد سد پوستی است. کاهش تولید فیلاگرین و تغییر در ترکیب لیپیدهای بین سلولی از عوامل اصلی این بیماری محسوب می‌شوند. درمان شامل ترمیم سد پوستی و کنترل التهاب است (Ong & Leung, 2006).
سرطان‌های اپیدرمی مانند کارسینوم سلول بازال و سلول سنگفرشی ناشی از آسیب تجمعی DNA به ویژه توسط اشعه UV هستند. این سرطان‌ها معمولاً در مناطق در معرض آفتاب ایجاد می‌شوند. پیشگیری با محافظت از نور خورشید اهمیت ویژه‌ای دارد (Narayanan et al. , 2010).

## اپیدرم در حیوانات
اپیدرم در حیوانات مختلف بسته به محیط زندگی آنها تفاوت‌های چشمگیری دارد. در پستانداران دریایی مانند دلفین‌ها، اپیدرم بسیار ضخیم و حاوی مقادیر بالایی از کراتین است. این ویژگی محافظت در برابر شوری و فشار آب را فراهم می‌کند (Hicks et al. , 1985).
پرندگان دارای اپیدرم تخصص‌یافته‌ای هستند که منجر به تشکیل پر می‌شود. فولیکول‌های پر از ساختارهای اپیدرمی منحصر به فردی هستند که رشد و نگهداری پرها را کنترل می‌کنند. این فرایند تحت تأثیر هورمون‌های فصلی قرار دارد (Lucas & Stettenheim, 1972).
خزندگان دارای پوشش اپیدرمی بسیار ضخیمی هستند که به صورت پولک‌های کراتینه شده ظاهر می‌شود. این ساختارها محافظت مکانیکی و کاهش از دست دادن آب را فراهم می‌کنند. پوست‌اندازی دوره‌ای از ویژگی‌های منحصر به فرد اپیدرم خزندگان است (Alibardi, 2003).

## بازسازی اپیدرم
بازسازی اپیدرم یک فرایند پویا و مداوم است که توسط سلول‌های بنیادی لایه پایه انجام می‌شود. این سلول‌ها توانایی تقسیم نامحدود و تمایز به انواع سلول‌های اپیدرمی را دارند. مسیرهای سیگنالینگ Wnt و Notch در تنظیم این فرایند نقش کلیدی دارند (Fuchs, 2008).
زخم‌های پوستی منجر به فعال‌شدن مکانیسم‌های ترمیمی سریع می‌شوند. مهاجرت کراتینوسیت‌ها از لبه‌های زخم و تکثیر سلول‌های بنیادی باعث بسته‌شدن سریع آسیب می‌شود. فاکتورهای رشد مانند EGF و TGF-β این فرایند را تنظیم می‌کنند (Gurtner et al. , 2008).
پیوند اپیدرمی در درمان سوختگی‌های شدید کاربرد دارد. با کشت سلول‌های بنیادی بیمار در آزمایشگاه، می‌توان ورقه‌های اپیدرمی تولید و به ناحیه آسیب‌دیده پیوند زد. این تکنیک نجات‌دهنده زندگی بسیاری از بیماران شده است (Green et al. , 1979).

## اپیدرم و سیستم ایمنی
اپیدرم به عنوان اولین خط دفاعی در برابر عوامل بیماری‌زا عمل می‌کند. حضور سلول‌های لانگرهانس و ترشح پپتیدهای ضد میکروبی مانند دفنسین و کاتلیسیدین از مکانیسم‌های ایمنی ذاتی پوست هستند (Gallo & Hooper, 2012).
واکنش‌های آلرژیک پوستی اغلب در اپیدرم آغاز می‌شوند. تماس با آلرژن‌ها منجر به فعال‌شدن سلول‌های لانگرهانس و آغاز پاسخ ایمنی می‌شود. این فرایند می‌تواند به درماتیت تماسی منجر شود (Martin, 2012).
اپیدرم در تحمل ایمنی نیز نقش دارد. قرار گرفتن در معرض مقادیر کم آنتی‌ژن از طریق پوست می‌تواند منجر به ایجاد تحمل ایمنی شود. این ویژگی در توسعه واکسن‌های پوستی مورد توجه قرار گرفته است (Glenn et al. , 2008).

## اپیدرم و پیری
پیری اپیدرمی با نازک‌شدن لایه اپیدرم و کاهش سرعت بازسازی سلولی همراه است. کاهش تعداد سلول‌های بنیادی و اختلال در عملکرد آنها از عوامل اصلی این فرایند هستند. اشعه UV با آسیب به DNA سلول‌های بنیادی، پیری زودرس را تسریع می‌کند (Rinnerthaler et al. , 2015).
کاهش تولید لیپیدهای بین سلولی و اختلال در سازمان‌دهی لایه شاخی از تغییرات مهم پیری اپیدرم است. این تغییرات منجر به خشکی پوست و افزایش حساسیت به تحریکات خارجی می‌شوند (Ghadially et al. , 1995).
استراتژی‌های ضد پیری پوست شامل تحریک بازسازی اپیدرم و محافظت از سلول‌های بنیادی می‌شود. رتینوئیدها، آنتی‌اکسیدان‌ها و فاکتورهای رشد از جمله ترکیبات مؤثر در این زمینه هستند (Farage et al. , 2008).

## اپیدرم و محیط
آلودگی هوا می‌تواند به سد اپیدرمی آسیب زده و باعث التهاب شود. ذرات ریز PM2.5 با نفوذ به لایه شاخی، استرس اکسیداتیو ایجاد می‌کنند. این فرایند در پیری زودرس و تشدید بیماری‌های پوستی نقش دارد (Vierkötter et al. , 2010).
تغییرات آب و هوایی بر عملکرد اپیدرم تأثیر می‌گذارد. رطوبت کم و دمای پایین منجر به اختلال در سد پوستی و خشکی می‌شود. در مقابل، رطوبت بالا می‌تواند تعریق را افزایش داده و خطر عفونت‌های قارچی را بالا ببرد (Engebretsen et al. , 2016).
اشعه ماوراء بنفش مهم‌ترین عامل محیطی مؤثر بر اپیدرم است. UVB عمدتاً بر لایه اپیدرمی تأثیر گذاشته و باعث آفتاب‌سوختگی و آسیب DNA می‌شود. UVA به لایه‌های عمقی‌تر نفوذ کرده و پیری پوست را تسریع می‌کند (D'Orazio et al. , 2013).

## فناوری‌های مطالعه اپیدرم
میکروسکوپ الکترونی امکان بررسی ساختارهای ظریف اپیدرم را فراهم کرده است. این تکنیک سازمان‌دهی لایه شاخی و ارتباطات بین سلولی را به خوبی نشان می‌دهد. مطالعات اولتراساختاری بسیاری از بیماری‌های اپیدرمی را روشن کرده‌اند (Breathnach, 1971).
کشت سه‌بعدی اپیدرم انقلابی در تحقیقات پوست ایجاد کرده است. این مدل‌ها که از سلول‌های انسانی ساخته می‌شوند، ساختار و عملکرد اپیدرم را به خوبی تقلید می‌کنند. از این سیستم‌ها در آزمایش محصولات آرایشی و دارویی استفاده می‌شود (Bell et al. , 1981).
توالی‌یابی RNA تک سلولی بینش جدیدی از تنوع سلول‌های اپیدرمی ارائه داده است. این تکنیک زیرجمعیت‌های ناشناخته سلولی و مسیرهای مولکولی خاص هر لایه را شناسایی کرده است (Haensel et al. , 2020).